# Alpii Pennini (Walliser)
Alpii Pennini sunt un lanț muntos din Alpii Occidentali. Sunt localizați la granița dintre Franța (departamentul Haute-Savoie), Elveția (cantonul Valais sau Wallis) și Italia (regiunile Piemont și Valle d'Aosta).
Sunt separați de Alpii Graici prin trecătoarea Little St. Bernard și valea râului Dora Baltea; în sud prin trecătorea Simplon de Alpii Lepontini; Valea Ronului îi separă de Alpii Bernezi iar trecătoarea Coux și Valea Arly de Prealpii Francezi și Câmpia Padului.
În Alpii Pennini se află cele mai înalte vârfuri din Alpi, inclusiv Mont Blanc.
Versanții francezi ai Alpilor Pennini sunt străbătuți de râul Isère, afluentul său Arly și râul Arve. Pe partea italiană curg afluenții Pad-ului: Dora Baltea, Sesia și Toce, iar pe cea elvețiană Ronul.
Alpii Pennini sunt străbătuți de două artere importante de transport rutier: prin tunelul Mont Blanc, de la Chamonix (Franța) la Courmayeur (Italia) și prin tunelul Grand St. Bernard (sub trecătoarea cu același nume) între Martigny (Elveția) și Aosta (Italia).

## Vârfuri
Principalele vârfuri din Alpii Pennini:
| Denumire                      | Înălțime (m) | Denumire                  | Înălțime (m) |
| ----------------------------- | ------------ | ------------------------- | ------------ |
| Mont Blanc                    | 4810         | Aiguille de la Za         | 3673         |
| Dufourspitze (Monte Rosa)     | 4638         | Mont Collon               | 3644         |
| Nordend (Monte Rosa)          | 4609         | Diablons                  | 3605         |
| Dom (munte) (Mischabelhörner) | 4554         | Aiguille de Tour          | 3540         |
| Lyskamm                       | 4538         | Mont Gelé                 | 3517         |
| Weisshorn                     | 4506         | Bec de Luseney            | 3506         |
| Taschhorn                     | 4498         | Aiguille de Grepon        | 3502         |
| Matterhorn                    | 4478         | Château des Dames         | 3489         |
| Mont Maudit                   | 4471         | Aiguille des Charmoz      | 3442         |
| Dent Blanche                  | 4364         | Aiguille du Tacul         | 3438         |
| Dome du Gouter                | 4331         | Grand Tournalin           | 3379         |
| Grand Combin                  | 4314         | Pointe de Rosa Blanche    | 3348         |
| Castor (munte)                | 4230         | Mont Avril                | 3341         |
| Zinalrothorn                  | 4223         | Grande Rochere            | 3326         |
| Alphubel                      | 4207         | Corno Bianco              | 3320         |
| Grandes Jorasses              | 4205         | Grauhaupt                 | 3315         |
| Rimpfischhorn                 | 4203         | Pointe d'Orny             | 3274         |
| Strahlhorn                    | 4191         | Dent du Midi              | 3260         |
| Dent d'Hérens                 | 4180         | Mont Favre                | 3259         |
| Breithorn                     | 4164         | Sasseneire                | 3259         |
| Aiguille Verte                | 4127         | Grand Golliaz             | 3240         |
| Pollux (munte)                | 4092         |                           |              |
| Ober Gabelhorn                | 4073         | Tour Sallieres            | 3227         |
| Aiguille de Bionnassay        | 4066         | Pizzo Bianco              | 3216         |
| Allalinhorn                   | 4034         | Latelhorn                 | 3207         |
| Weissmies                     | 4031         | Schwarzhorn (Augstbord)   | 3204         |
| Aiguille du Géant             | 4014         | Gornergrat                | 3136         |
| Laquinhorn                    | 4005         | Pointe de Lechaud         | 3127         |
| Rossbodenhorn                 | 4001         | Buet                      | 3109         |
| Grand Cornier                 | 3969         | Mont Ruan                 | 3078         |
| Aiguille de Trelatete         | 3911         | Mont Neri                 | 3070         |
| Aiguille d'Argentiere         | 3907         | Bella Tola                | 3028         |
| Ruinette                      | 3879         | Pointe de Tanneverge      | 2982         |
| Aiguille de Triolet           | 3876         | Belvedere (Aigs Rouges)   | 2966         |
| Mont Blanc de Seilon          | 3871         | Tagliaferro               | 2964         |
| Aiguille du Midi              | 3843         | Riffelhorn                | 2931         |
| Tour Noir                     | 3836         | Pointe Percée du Reposoir | 2752         |
| Aiguille des Glaciers         | 3834         | Crammont                  | 2737         |
| Mont Dolent                   | 3823         | Pointe des Fours          | 2719         |
| Aiguille du Chardonnet        | 3822         | Pointe du Colloney        | 2692         |
| Cima di Jazzi                 | 3818         | Catogne                   | 2599         |
| Balfrin                       | 3802         | Monte Bo                  | 2556         |
| Pigne d'Arolla                | 3801         | Mont Joly                 | 2527         |
| Mont Velan                    | 3765         | Brevent                   | 2525         |
| Aiguille du Dru               | 3755         | Pointe de Salles          | 2494         |
| Tete Blanche                  | 3750         | Aiguille de Varens        | 2488         |
| L'Eveque                      | 3738         | Mont Chetif               | 2343         |
| Mont Pleureur                 | 3706         | Mole                      | 1869         |
| Dome de Miage                 | 3688         | Salève                    | 1380         |
| Lo Besso                      | 3675         |                           |              |

## Trecători

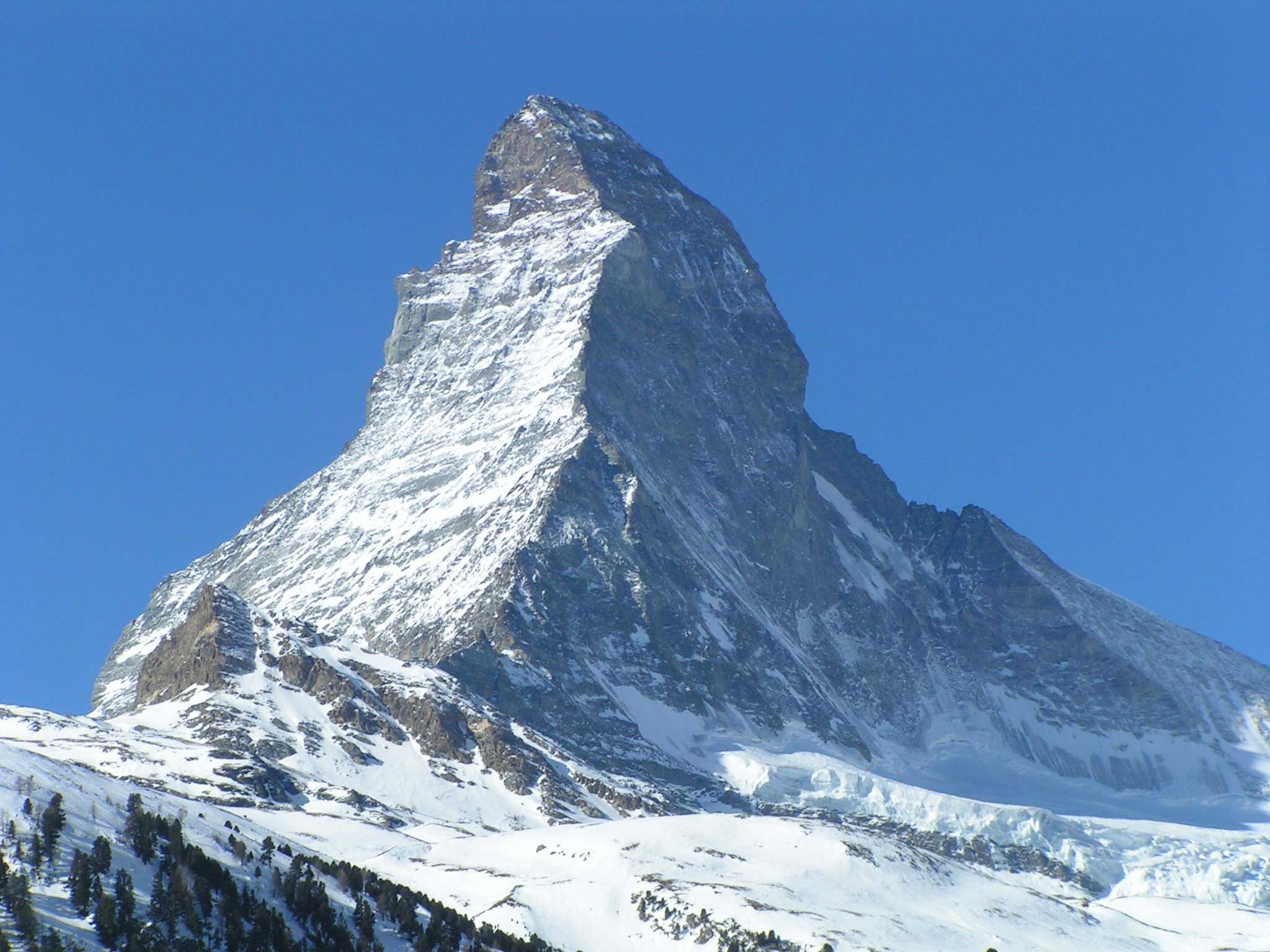
Matterhorn

Principalele Trecători din Alpii Pennini sunt:
| Denumire            | Traseu(m)                                  | Acces               | Înălțime (m) |
| ------------------- | ------------------------------------------ | ------------------- | ------------ |
| Sesiajoch           | de la Zermatt la Alagna                    | acoperită de zăpadă | 4424         |
| Brenva              | de la Courmayeur la Chamonix               | acoperită de zăpadă | 4333         |
| Domjoch             | de la Randa la Saas-Fee                    | acoperită de zăpadă | 4286         |
| Lysjoch             | de la Zermatt la Gressoney                 | acoperită de zăpadă | 4277         |
| Mischabeljoch       | de la Zermatt la Saas-Fee                  | acoperită de zăpadă | 3856         |
| Alphubel            | de la Zermatt la Saas-Fee                  | acoperită de zăpadă | 3802         |
| Adler               | de la Zermatt la Saas-Fee                  | acoperită de zăpadă | 3798         |
| Moming              | de la Zermatt la Zinal                     | acoperită de zăpadă | 3745         |
| Schwarzthor         | de la Zermatt la Ayas                      | acoperită de zăpadă | 3741         |
| Triolet             | de la Chamonix la Courmayeur               | acoperită de zăpadă | 3691         |
| Ried                | de la Sankt-Niklaus la Saas-Fee            | acoperită de zăpadă | 3597         |
| New Weissthor       | de la Zermatt la Macugnaga                 | acoperită de zăpadă | 3580         |
| Allalin             | de la Zermatt la Saas-Fee                  | acoperită de zăpadă | 3570         |
| Valpelline          | de la Zermatt la Aosta                     | acoperită de zăpadă | 3562         |
| Biesjoch            | de la Randa la Turtmann                    | acoperită de zăpadă | 3549         |
| Triftjoch           | de la Zermatt la Zinal                     | acoperită de zăpadă | 3540         |
| Argentière          | de la Chamonix la Orsières                 | acoperită de zăpadă | 3516         |
| Sonadon             | de la Bourg-Saint-Pierre la Bagnes         | acoperită de zăpadă | 3489         |
| Talefre             | de la Chamonix la Courmayeur               | acoperită de zăpadă | 3484         |
| Herens              | de la Zermatt la Evolène                   | acoperită de zăpadă | 3480         |
| Durand              | de la Zermatt la Zinal                     | acoperită de zăpadă | 3474         |
| Maisons Blanches    | de la Bourg-Saint-Pierre la Bagnes         | acoperită de zăpadă | 3426         |
| Bertol              | de la Arolla la Trecătoarea Herens         | acoperită de zăpadă | 3414         |
| Miage               | de la Les Contamines la Courmayeur         | acoperită de zăpadă | 3376         |
| Geant               | de la Chamonix la Courmayeur               | acoperită de zăpadă | 3371         |
| Mont Rouge          | de la Bagnes la Hérémence                  | acoperită de zăpadă | 3341         |
| Chardonnet          | de la Chamonix la Orsières                 | acoperită de zăpadă | 3325         |
| Theodulpass         | de la Zermatt la Valtournenche             | acoperită de zăpadă | 3322         |
| Tour                | de la Chamonix la Orsières                 | acoperită de zăpadă | 3280         |
| Fenetre de Saleinaz | de la Saleinaz Glacier la Trient Glacier   | acoperită de zăpadă | 3264         |
| Tracuit             | de la Zinal la Turtmann                    | acoperită de zăpadă | 3252         |
| Zwischbergen        | de la Saas-Fee la Gondo                    | acoperită de zăpadă | 3248         |
| Oren                | de la Bagnes la Valpelline                 | acoperită de zăpadă | 3242         |
| Seilon              | de la Bagnes la Hérémence                  | acoperită de zăpadă | 3200         |
| Cret                | de la Bagnes la Hérémence                  | acoperită de zăpadă | 3148         |
| Valcournera         | de la Valtournenche la Valpelline          | acoperită de zăpadă | 3147         |
| Collon              | de la Arolla la Aosta                      | acoperită de zăpadă | 3130         |
| Valsorey            | de la Bourg-Saint-Pierre la Aosta          | acoperită de zăpadă | 3113         |
| Chermontane         | de la Bagnes la Arolla                     | acoperită de zăpadă | 3084         |
| Cimes Blanches      | de la Valtournenche la Ayas                | drum forestier      | 2980         |
| Torrent             | de la Evolène la Val de Torrent            | drum forestier      | 2924         |
| Augstbord           | de la Sankt-Niklaus la Turtmann            | drum forestier      | 2893         |
| Crete Seche         | de la Bagnes la Valpelline                 | acoperită de zăpadă | 2888         |
| Breuil              | de la Bourg-Saint Maurice la La Thuile     | acoperită de zăpadă | 2879         |
| Olen                | de la Alagna la Gressoney                  | drum forestier      | 2871         |
| Monte Moro          | de la Saas-Fee la Macugnaga                | drum forestier      | 2862         |
| Pas de Chevres      | de la Arolla la Val d'Hérémence            | cărare              | 2851         |
| Antrona             | de la Saas-Fee la Antrona                  | drum forestier      | 2844         |
| Sorebois            | de la Zinal la Val de Torrent              | drum forestier      | 2825         |
| Vessona             | de la Valpelline la Nus                    | cărare              | 2794         |
| Fenêtre de Durand   | de la Val de Bagnes la Aosta               | drum forestier      | 2786         |
| Z'Meiden            | de la Zinal la Turtmann                    | drum forestier      | 2772         |
| Turlo               | de la Alagna la Macugnaga                  | cărare              | 2736         |
| Fenêtre de Ferret   | de la Grand St Bernard la Swiss Val Ferret | drum forestier      | 2699         |
| Bettaforca          | de la Ayas la Gressoney                    | drum forestier      | 2676         |
| Mont Tondu          | de la Contamines la Courmayeur             | acoperită de zăpadă | 2590         |
| Serena              | de la Grand St Bernard la Courmayeur       | cărare              | 2538         |
| Ferret              | de la Courmayeur la Orsières               | drum forestier      | 2533         |
| La Seigne           | de la Les Chapieux la Courmayeur           | drum forestier      | 2512         |
| Susanfe             | de la Champéry la Salvan                   | cărare              | 2500         |
| Bonhomme            | de la Contamines la Les Chapieux           | drum forestier      | 2483         |
| Valdobbia           | de la Gressoney la Val Sesia               | drum forestier      | 2479         |
| Grand St Bernard    | de la Martigny la Aosta                    | șosea               | 2472         |
| Sageroux            | de la Sixt la Champéry                     | cărare              | 2413         |
| Moud                | de la Alagna la Rima                       | drum forestier      | 2263         |
| Egua                | de la Rima la Valle Anzasca                | drum forestier      | 2236         |
| Balme               | de la Chamonix la Trient Valley            | drum forestier      | 2201         |
| Simplon             | de la Brig la Domodossola                  | șosea               | 2009         |
| Checrouit           | de la Courmayeur la Lac de Combal          | drum forestier      | 1960         |
| Baranca             | de la Varallo la Val Anzasca               | drum forestier      | 1820         |
| Voza                | de la Chamonix la Les Contamines           | drum forestier      | 1675         |
| La Forclaz          | de la Chamonix la Saint-Gervais            | drum forestier      | 1556         |
| La Forclaz          | de la Argentière la Martigny               | șosea               | 1520         |

## Caracteristici
- Alpilor Walliser aparțin cele mai multe piscuri peste 4000 m înălțime
- cei mai mari ghețari din Alpi
- Vârful Dufourspitze cu 4.634 m este cel mai înalt munte din Elveția
- Matterhorn este muntele cel mai cunoscut din Europa și din lume fiind numit "Muntele munților" nume datorat și panoramei deosebite, piscurile învecinate sunt mult mai joase.
- Weisshorn prin forma lui piramidală cu trei piscuri, este considerat cel mai frumos munte din Alpi,
- Peretele de est a masivului Monte-Rosa este cel mai înalt și cel mai frumos lanț muntos din Alpi cu o diferență de înălțime de aproape 3.000 m
- Alpilor Walliser aparține de asemenea diferențele de altitudine cele mai mari dintre: vârful (Dufourspitze, 4.634 m) și Valea (râului Dora Baltea la Ivrea in Piemont, 253 m) fiind o diferență de nivel de aproape 4.400 m
- Parcul natural italian Alta Valsesia pe cursul superior din valea Val Sesia partea sudică fiind parcul național cu altitudinea cea mai mare din Europa atingând 4559 m.
- Nicăieri în Alpi are posibilitatea un alpinist să aibă grupați în apropiere piscuri peste 4000 m înălțime ca în masivul In Monte-Rosa
- Cabana Capanna Regina Margherita fiind la cea mai înaltă altitudine din Alpi 4.554 m pe piscul Signalkuppe in masivul Monte-Rosa
- Simplon-tunel de cale ferată cel mai lung tunel de cale ferată din Elveția, Italia și pe locul doi în Europa.
- Cel mai înalt teleferic din Elveția pe Klein-Matterhorn cu 3.820 m
- Metro Alpin la lacul Saas Fee cu 3.600 m este unic în lume
- Funitel de la Verbier linia cu capacitatea de transport cea mai mare din Elveția cu 3000 Personen / oră
- la Zermatt se află cel mai înalt stâlp de susținere (94 m) a telefericului spre Matterhorn
- Lacul Lac des Dix lacul de acumulare cel mai mare din Elveția cu 400 milioane. m³ capacitate înălțimea digului 284 m

## Galerie de imagini

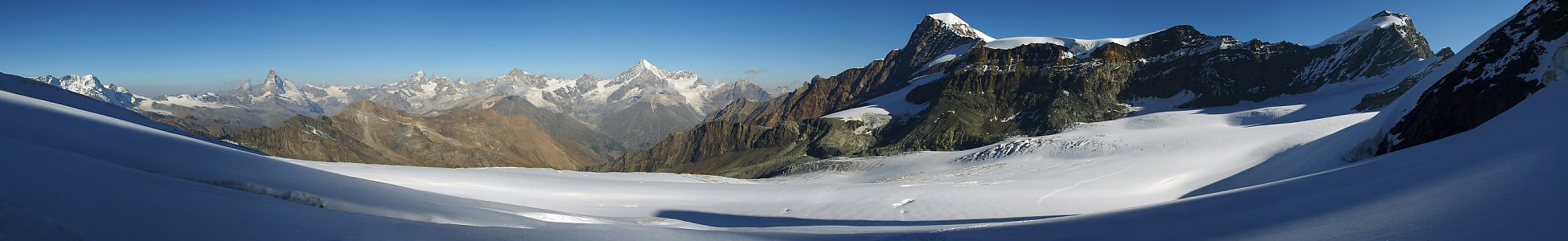
Panorama Alpilor Walliser de la pasul Allalin. Vârfuri mai importante Breithorn, Matterhorn, Dent Blanche, Zinalrothorn, Weisshorn, Alphubel

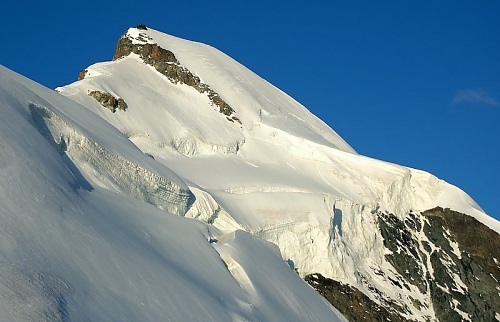
Allalinhorn
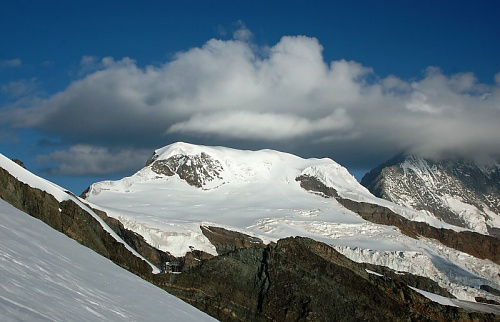
Alphubel
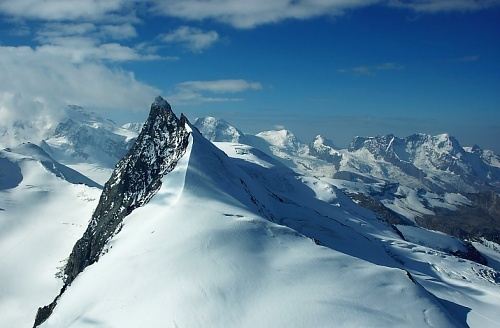
Rimpfischhorn
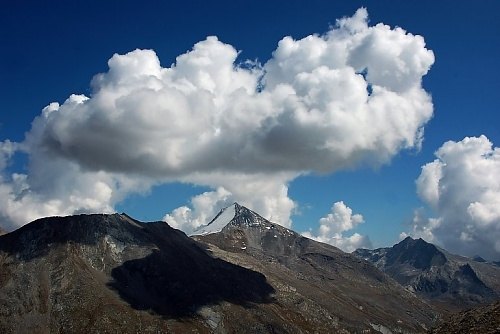
Stellihorn
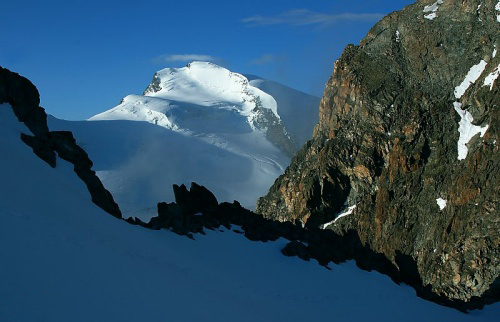
Strahlhorn
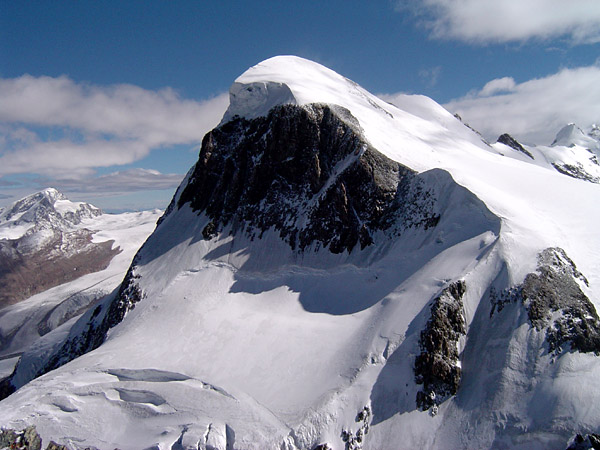
Breithorn (4.164 m)
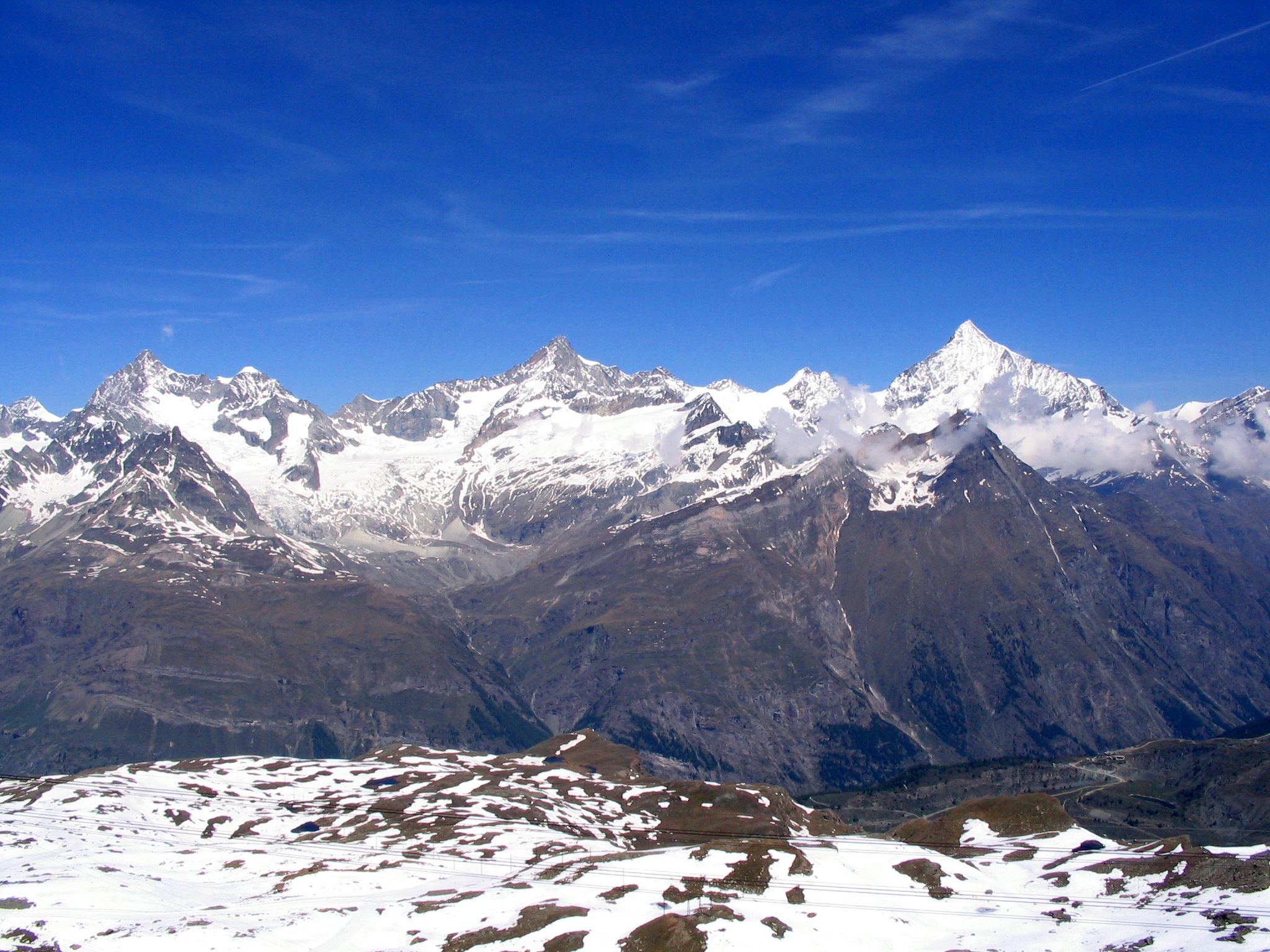
Dent Blanche (4.357 m), Ober Gabelhorn (4.063 m), Zinalrothorn (4.221 m) and Weisshorn (4.505 m)
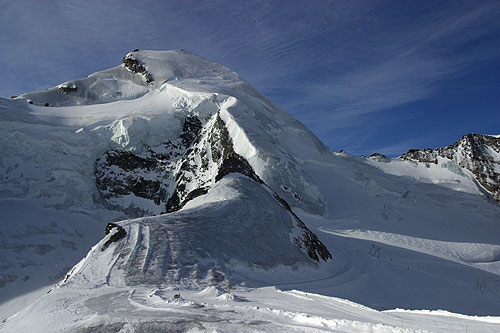
Allalinhorn (4.027 m)